# Jag vill tacka livet - 13 sänger av Violeta Parra
Jag vill tacka livet - 13 sänger av Violeta Parra è un album della cantante finlandese Arja Saijonmaa e del gruppo musicale cileno Inti-Illimani, pubblicato nel 1979.

## Descrizione
Come esplicita il sottotitolo (13 canzoni di Violeta Parra), questo disco è un omaggio a Violeta Parra e alle sue canzoni.
Dei 13 brani presenti, 11 sono canzoni scritte da Violeta Parra mentre le altre due provengono dalla cantata Canto para una semilla, realizzata da Luis Advis su testi della stessa Violeta Parra. 
Le traduzioni dallo spagnolo allo svedese sono state curate da Brita Ahman, gli arrangiamenti sono degli Inti-Illimani e di Luis Advis.
Alcune delle canzoni eseguite appartengono al repertorio degli Inti-Illimani, mentre 7 sono qui incise dal gruppo per la prima e (tranne un caso) ultima volta. 
Nel 1990 l'album è stato ristampato su CD dalla WEA. Questo disco non è mai stato pubblicato o distribuito in Italia.

## Tracce
1. Mannen jag älskar / Lo que más quiero (Violeta Parra - Isabel Parra - Brita Ahman) – 3:17
2. Att åter bli sjutton år / Volver a los 17 (Violeta Parra - Brita Ahman) – 5:25
3. Leve våra studenter / Me gustan los estudiantes (Violeta Parra - Brita Ahman) – 3:14
4. Hajen och räkan / Hasta cuando està (Violeta Parra - Brita Ahman) – 1:31
5. Kärleken / Canción de amor (Violeta Parra - Luis Advis - Brita Ahman) – 5:57
6. Anklagelsen / La denuncia (Violeta Parra - Luis Advis - Brita Ahman) – 2:56
7. Lilla ängelens dans / Rin del angelito (Violeta Parra - Brita Ahman) – 3:27
8. Förstå att jag älskar dig / De cuerpo entero (Violeta Parra - Brita Ahman) – 1:42
9. Mitt hjärta svara / Corazón maldito (Violeta Parra - Brita Ahman) – 3:27
10. Rovfågelns ögon / Pupila de águila (Violeta Parra - Brita Ahman) – 3:57
11. Modern masurka / Mazúrquica modérnica (Violeta Parra - Brita Ahman) – 3:16
12. I människosläktets trädgårdar / Es una barca de amores (Violeta Parra - Brita Ahman) – 3:56
13. Jag vill tacka livet / Gracias a la vida (Violeta Parra - Brita Ahman) – 3:02

Durata totale: 45:07

## Formazione
- Arja Saijonmaa
- Jorge Coulón
- Max Berrú
- Horacio Salinas
- Horacio Duran
- José Seves
- Marcelo Coulon